# Bilan saison par saison du Hockey Club Ambrì-Piotta
Le Hockey Club Ambrì-Piotta  est une équipe membre de la Swiss Ice Hockey Federation (Fédération suisse de hockey sur glace). Cette page retrace ses résultats, depuis sa création, dans les différentes compétitions auxquelles elle a participé.

## Championnat de Suisse
Ce chapitre récapitule le parcours de l’équipe en championnat.

### Avant l'introduction des séries éliminatoires
| Saison    | PJ    | V     | D    | N   | BP     | BC     | Pts   | Classement                                            | Remarque | Entraîneur            |
| --------- | ----- | ----- | ---- | --- | ------ | ------ | ----- | ----------------------------------------------------- | --- | --------------------- |
| 1943-1944 | -     | -     | -    | -   | -      | -      | -     | 1er de la poule 4 de la Suisse Centrale               | Demi-finale nationale de Série B : 5-2 a. p. Montchoisi Lausanne III · Finale nationale de Série B : 0-1 a. p. EHC Coire · Champion Nationale de Série B               |                       |
| 1944-1945 | -     | -     | -    | -   | -      | -      | -     | 1er de la poule de la Suisse Centrale de Série B      | Finale nationale de Série B : · 3-0 HC Klosters · Champion Nationale de Série B · Promotion en Série A                                                                 |                       |
| 1945-1946 | -     | -     | -    | -   | -      | -      | -     | Poule Suisse centrale de Série A                      | Demi-finale nationale de Série A : · 1-2 HC Château-d'Œx |                       |
| 1946-1947 | -     | -     | -    | -   | -      | -      | -     | Poule Suisse centrale de Série A                      | Finale régionale: · 1-2 Rotweiss Bâle II · Promotion en LNB |                       |
| 1947-1948 | 3     | 3     | 0    | 0   | 29     | 4      | 6     | 1er du groupe est de LNB                              | Finale de LNB: · 12-5 HC La Chaux-de-Fonds · 2-1 HC La Chaux-de-Fonds · 5-1 HC La Chaux-de-Fonds · Champion de LNB                                                     | Giovanni Zamberlani   |
| 1948-1949 | 6     | 5     | 1    | 0   | 32     | 18     | 10    | 1er du groupe est de LNB                              | Finale de LNB: · 3-2 HC Viège · 12-0 HC Viège · 5-0 (forfait) HC Viège · Champion de LNB · Promotion/relégation LNA : 4-3 Grasshopper Club Zürich                      | Giovanni Zamberlani   |
| 1949-1950 | 6     | 5     | 1    | 0   | 34     | 14     | 10    | 1er du groupe est de LNB                              | Finale de LNB: · 9-1 HC Bâle · 2-11 HC Bâle · Champion de LNB · Promotion/relégation LNA : 3-2 Grasshopper Club Zürich                                                 | Harry Vedan           |
| 1950-1951 | 8     | 6     | 2    | 0   | 49     | 18     | 12    | 2e du groupe est de LNB                               | | Harry Vedan           |
| 1951-1952 | 6     | 6     | 0    | 0   | 28     | 9      | 12    | 1er du groupe centre de LNB                           | Finale de LNB: · 1-2 HC La Chaux-de-Fonds · 5-0 HC HC Saint-Moritz | Beat Rüedi            |
| 1952-1953 | 6     | 6     | 0    | 0   | 56     | 11     | 12    | 1er du groupe Centre de LNB                           | Finale de LNB: · 7-3 HC Saint-Moritz · 1-0 HC Viège · 2-4 HC Saint-Moritz · 4-0 HC Viège · Champion de LNB · Promotion/relégation LNA : 3-7 HC Bâle · Promotion en LNA | Beat Rüedi            |
| 1953-1954 | 14    | 6     | 8    | 0   | 70     | 77     | 12    | 6e de LNA                                             | | Bob Kelly             |
| 1954-1955 | 14    | 5     | 8    | 1   | 65     | 77     | 11    | 6e de LNA                                             | | Bob Kelly             |
| 1955-1956 | 14    | 6     | 7    | 1   | 68     | 67     | 13    | 5e de LNA                                             | | Bob Kelly             |
| 1956-1957 | 14    | 6     | 5    | 3   | 70     | 60     | 15    | 3e de LNA                                             | | Bob Kelly             |
| 1957-1958 | 14    | 7     | 7    | 0   | 51     | 57     | 14    | 4e de LNA                                             | | Bob Kelly             |
| 1958-1959 | 14    | 4     | 9    | 1   | 52     | 78     | 9     | 7e de LNA                                             | | Larry Kwong           |
| 1959-1960 | 14    | 6     | 8    | 0   | 56     | 75     | 12    | 7e de LNA                                             | | Keller                |
| 1960-1961 | 14    | 2     | 10   | 2   | 40     | 55     | 6     | 7e de LNA                                             | | Ed Zukiwsky           |
| 1961-1962 | 14    | 7     | 7    | 0   | 63     | 53     | 14    | 4e de LNA                                             | | Herbert Ulrich        |
| 1962-1963 | 18    | 6     | 11   | 1   | 56     | 74     | 13    | 8e de LNA                                             | | Herbert Ulrich        |
| 1963-1964 | 18    | 3     | 13   | 2   | 59     | 86     | 8     | 10e de LNA                                            | Relégué | Bob Bragagnolo        |
| 1964-1965 | 14    | 14    | 0    | 0   | 110    | 25     | 28    | 1er de la LNB                                         | Finale de LNB: · 4-2 HC La Chaux-de-Fonds · 7-1 HC La Chaux-de-Fonds · 4-3 HC La Chaux-de-Fonds                                                                        | Lasse Lilja           |
| 1965-1966 | 18    | 16    | 1    | 1   | 138    | 38     | 33    | 1er de la LNB                                         | Finale de LNB: · 9-4 Young Sprinters de Neuchâtel · 11-3 Young Sprinters de Neuchâtel · 6-4 Young Sprinters de Neuchâtel                                               | Jiří Křen             |
| 1966-1967 | 18    | 15    | 2    | 1   | 120    | 43     | 31    | 1er de la LNB                                         | Finale de LNB: · 5-4 HC Sierre · 1-2 HC Sierre | Jiří Křen             |
| 1967-1968 | 14 8  | 10 3  | 3 4  | 1   | 67 45  | 48 35  | 21 7  | 1er de la LNB 5e du tour de promotion                 | | Jiří Křen             |
| 1968-1969 | 14 8  | 10 5  | 2    | 2 1 | 60 37  | 30 18  | 22 11 | 1er de la LNB 2e du tour de promotion                 | | Jiří Anton            |
| 1969-1970 | 14 8  | 11 5  | 0 2  | 3 1 | 75 40  | 34 23  | 25 11 | 1er de la LNB 1er du tour de promotion                | Promu en LNA | Rudolf Killias        |
| 1970-1971 | 14 8  | 6 3   | 1 0  | 7 5 | 45 24  | 65 53  | 13 6  | 5e de LNA 4e du tour final                            | | Bob Hall              |
| 1971-1972 | 14 8  | 7 4   | 6 1  | 1 3 | 58 36  | 51 24  | 15 13 | 6e de LNA 6e du tour de relégation                    | | Andrew Bathgate       |
| 1972-1973 | 28    | 13    | 14   | 1   | 94     | 108    | 27    | 3e de LNA                                             | | Josef Cvach           |
| 1973-1974 | 28    | 11    | 14   | 3   | 116    | 122    | 25    | 4e de LNA                                             | | Derek Holmes          |
| 1974-1975 | 28    | 9     | 17   | 2   | 98     | 127    | 20    | 6e de LNA                                             | | Jiří Křen             |
| 1975-1976 | 28    | 10    | 15   | 3   | 90     | 119    | 23    | 6e de LNA                                             | | Jiří Křen             |
| 1976-1977 | 28    | 9     | 18   | 1   | 113    | 154    | 19    | 7e de LNA                                             | | Jiří Křen             |
| 1977-1978 | 28    | 3     | 14   | 1   | 87     | 206    | 7     | 8e de LNA                                             | Relégué en LNB | Ivan Bencic           |
| 1978-1979 | 30    | 13    | 15   | 2   | 137    | 171    | 28    | 11e de la LNB                                         | | Alpo Suhonen          |
| 1979-1980 | 28 6  | 20 1  | 5 4  | 3 1 | 134 31 | 92 29  | 43 3  | 1er du groupe est de la LNB 4e du tour de promotion   | | Jiří Křen             |
| 1980-1981 | 28 10 | 21 5  | 5    | 2 0 | 164 54 | 100 50 | 44 10 | 2e du groupe est de la LNB 3e du tour de promotion    | | Jiří Křen             |
| 1981-1982 | 28 10 | 17 7  | 8 3  | 3 0 | 146 50 | 115 43 | 37 14 | 2e du groupe est de la LNB 2e du tour de promotion    | Promu en LNA | Jiří Křen             |
| 1982-1983 | 28 10 | 4 3   | 21 6 | 3 1 | 94 39  | 170 45 | 11 7  | 8e de la LNA 5e du tour de relégation                 | Relégué en LNB | Jiří Křen Jean Cusson |
| 1983-1984 | 28 14 | 18 8  | 8 4  | 2   | 147 83 | 108 58 | 38 21 | 2e du groupe est de la LNB 3e du tour final de la LNB | | Lasse Lilja           |
| 1984-1985 | 28 14 | 18 10 | 5 4  | 3 0 | 169 98 | 84 51  | 39 20 | 1er du groupe est de la LNB 2e du tour de promotion   | Promu en LNA | Peter Ustdorf         |

### Après l'introduction des séries éliminatoires
| Saison    | PJ   | V    | VP  | VF  | D    | DP  | DF  | N   | BP     | BC     | Pts        | Classement                            | Séries éliminatoires | Entraîneur(s)                                    |
| --------- | ---- | ---- | --- | --- | ---- | --- | --- | --- | ------ | ------ | ---------- | ------------------------------------- | --- | ------------------------------------------------ |
| 1985-1986 | 36   | 11   | -   | -   | 18   | -   | -   | 7   | 161    | 190    | 29         | 8e de LNA                             | | Andrzej Szczepaniec                              |
| 1986-1987 | 36   | 19   | -   | -   | 12   | -   | -   | 5   | 207    | 167    | 43         | 4e de LNA                             | 0-3 HC Lugano · Série pour la 3e place : 2-0 HC Davos                                                                       | Roland Von Mentlen                               |
| 1987-1988 | 36   | 22   | -   | -   | 9    | -   | -   | 5   | 184    | 133    | 49         | 3e de LNA                             | 1-3 EHC Kloten · Série pour la 3e place : 2-0 HC Davos                                                                      | Roland Von Mentlen Dan Hobér                     |
| 1988-1989 | 36   | 21   | -   | -   | 10   | -   | -   | 5   | 178    | 122    | 47         | 4e de LNA                             | 2-1 EV Zoug · 0-3 HC Lugano                                                                                                 | Dan Hobér                                        |
| 1989-1990 | 36   | 13   | -   | -   | 20   | -   | -   | 3   | 132    | 164    | 29         | 8e de LNA                             | 0-2 HC Lugano | Dan Hobér                                        |
| 1990-1991 | 36   | 15   | -   | -   | 19   | -   | -   | 2   | 155    | 175    | 32         | 5e de LNA                             | 2-3 HC Fribourg-Gottéron | Bryan Lefley                                     |
| 1991-1992 | 36   | 22   | -   | -   | 12   | -   | -   | 2   | 157    | 117    | 46         | 4e de LNA                             | 3-2 EV Zoug · 2-3 HC Fribourg-Gottéron                                                                                      | Bryan Lefley                                     |
| 1992-1993 | 36   | 17   | -   | -   | 15   | -   | -   | 4   | 130    | 125    | 38         | 6e de LNA                             | 3-2 CP Berne · 1-3 HC Fribourg-Gottéron                                                                                     | Bryan Lefley Nikolai Kazakov                     |
| 1993-1994 | 36   | 17   | -   | -   | 17   | -   | -   | 2   | 137    | 142    | 36         | 6e de LNA                             | 2-3 HC Lugano | Perry Pearn                                      |
| 1994-1995 | 36   | 19   | -   | -   | 12   | -   | -   | 5   | 141    | 136    | 43         | 3e de LNA                             | 0-3 CP Berne | Aleksandr Iakouchev                              |
| 1995-1996 | 36   | 16   | -   | -   | 14   | -   | -   | 6   | 142    | 139    | 38         | 6e de LNA                             | 3-1 SC Rapperswil · 0-3 EHC Kloten                                                                                          | Aleksandr Iakouchev                              |
| 1996-1997 | 36 9 | 12 5 | -   | -   | 22 3 | -   | -   | 2 1 | 119 34 | 138 27 | 26 9       | 9e de LNA 3e du tour de Qualification | | Aleksandr Iakouchev Larry Huras                  |
| 1997-1998 | 40   | 23   | -   | -   | 15   | -   | -   | 2   | 156    | 116    | 48         | 4e de LNA                             | 4-3 CP Berne · 3-4 EV Zoug                                                                                                  | Larry Huras                                      |
| 1998-1999 | 45   | 33   | -   | -   | 7    | -   | -   | 5   | 188    | 104    | 71         | 1er de LNA                            | 4-1 SC Rapperswil · 4-1 EHC Kloten · 1-4 HC Lugano                                                                          | Larry Huras                                      |
| 1999-2000 | 45   | 24   | -   | -   | 17   | -   | -   | 4   | 147    | 116    | 52         | 4e de LNA                             | 4-1 CP Berne · 0-4 HC Lugano                                                                                                | Larry Huras                                      |
| 2000-2001 | 44   | 17   | -   | -   | 22   | -   | -   | 5   | 97     | 126    | 39         | 10e de LNA                            | Play-out : · 4-1 HC Coire                                                                                                   | Pierre Pagé                                      |
| 2001-2002 | 44   | 19   | -   | -   | 16   | -   | -   | 9   | 121    | 112    | 47         | 4e de LNA                             | 2-4 ZSC Lions | Rostislav Čada                                   |
| 2002-2003 | 44   | 15   | -   | -   | 19   | -   | -   | 10  | 102    | 124    | 40         | 7e de LNA                             | 0-4 HC Davos | Rostislav Čada Riccardo Fuhrer John Fritsche     |
| 2003-2004 | 48   | 22   | -   | -   | 20   | -   | -   | 6   | 153    | 141    | 50         | 6e de LNA                             | 3-4 Genève-Servette HC | Serge Pelletier                                  |
| 2004-2005 | 44   | 19   | -   | -   | 18   | -   | -   | 7   | 133    | 137    | 45         | 6e de LNA                             | 1-4 ZSC Lions | Serge Pelletier                                  |
| 2005-2006 | 44   | 20   | -   | -   | 22   | -   | -   | 2   | 137    | 130    | 42         | 7e de LNA                             | 3-4 HC Lugano | Serge Pelletier Pekka Rautakallio                |
| 2006-2007 | 44   | 14   | 1   | -   | 21   | 8   | -   | -   | 128    | 165    | 52         | 9e de LNA                             | Play-out : · 4-3 HC Bâle | Pekka Rautakallio Larry Huras                    |
| 2007-2008 | 50   | 14   | 7   | -   | 22   | 7   | -   | -   | 160    | 180    | 63         | 11e de LNA                            | Play-out : · 3-4 SC Langnau Tigers · 4-0 HC Bâle                                                                            | Jan Tlačil                                       |
| 2008-2009 | 50   | 12   | 1   | -   | 29   | 8   | -   | -   | 129    | 190    | 46         | 11e de LNA                            | Play-out : · 2-4 SC Rapperswil · 4-2 HC Bienne                                                                              | John Harrington Diego Scandella Rostislav Čada   |
| 2009-2010 | 50   | 8    | 2   | -   | 35   | 5   | -   | -   | 107    | 187    | 33         | 12e de LNA                            | Play-out : · 4-2 HC Bienne                                                                                                  | Benoît Laporte                                   |
| 2010-2011 | 50   | 11   | 2   | -   | 30   | 7   | -   | -   | 99     | 172    | 44         | 12e de LNA                            | Play-out : · 2-4 HC Bienne · 2-4 SC Rapperswil · Barrage de promotion/relégation LNA/LNB : · 4-1 HC Viège                   | Benoît Laporte Diego Scandella Kevin Constantine |
| 2011-2012 | 50   | 10   | 6   | -   | 27   | 7   | -   | -   | 102    | 153    | 49         | 11e de LNA                            | Play-out : · 0-4 SC Langnau Tigers · 0-4 Genève-Servette HC · Barrage de promotion/relégation LNA/LNB : · 4-1 SC Langenthal | Kevin Constantine                                |
| 2012-2013 | 50   | 14   | 4   | -   | 29   | 3   | -   | -   | 128    | 178    | 53         | 10e de LNA                            | Play-out : · 4-1 SC Rapperswil                                                                                              | Kevin Constantine Serge Pelletier                |
| 2013-2014 | 50   | 22   | 1   | 3   | 20   | 1   | 3   | -   | 126    | 123    | 78         | 7e de LNA                             | 0-4 HC Fribourg-Gottéron | Serge Pelletier                                  |
| 2014-2015 | 50 6 | 11 1 | 4 1 | 5 - | 24 4 | 2 0 | 4 - | -   | 124 12 | 167 21 | 57 5       | 11e de LNA 3e du tour de placement    | Finale des play-out : · 4-2 SC Rapperswil                                                                                   | Serge Pelletier                                  |
| 2015-2016 | 50 6 | 18 3 | 1 0 | 1 - | 24 4 | 4 0 | 4 - | -   | 144 20 | 166 22 | 66 9       | 10e de LNA 2e du tour de placement    | | Serge Pelletier Hans Kossmann                    |
| 2016-2017 | 50 6 | 9 2  | 4 1 | 4 - | 28 3 | 4 0 | 1 - | -   | 113 16 | 164 17 | 48 8       | 12e de LNA 4e du tour de placement    | Finale des play-out : · 1-4 HC Fribourg-Gottéron · Barrage de promotion/relégation LNA/LNB : · 4-0 SC Langenthal            | Hans Kossmann Gordie Dwyer                       |
| 2017-2018 | 50 6 | 14 3 | 4 0 | 1 - | 26 3 | 3 0 | 2 - | -   | 136 19 | 168 18 | 57 9       | 11e de NL 3e du tour de placement     | Finale des play-out : · 4-1 EHC Kloten                                                                                      | Luca Cereda                                      |
| 2018-2019 | 50   | 21   | 4   | 2   | 19   | 2   | 2   | -   | 138    | 140    | 79         | 5e de NL                              | 1-4 HC Bienne | Luca Cereda                                      |
| 2019-2020 | 50   | 15   | 2   | 3   | 22   | 3   | 5   | -   | 120    | 136    | 63         | 10e de NL                             | Championnat annulé après la saison régulière à cause du coronavirus                                                         | Luca Cereda                                      |
| 2020-2021 | 51   | 12   | 2   | 1   | 28   | 6   | 2   | -   | 107    | 158    | 0,980 (50) | 11e de NL                             | | Luca Cereda                                      |
| 2021-2022 | 52   | 19   | 2   | 1   | 27   | 2   | 1   | -   | 131    | 145    | 1,269 (66) | 10e de NL                             | Préplay-off : 1-2 Lausanne HC                                                                                               | Luca Cereda                                      |
| 2022-2023 | 52   | 13   | 9   | 2   | 23   | 2   | 3   | -   | 151    | 163    | 66         | 12e de NL                             | | Luca Cereda                                      |
| 2023-2024 | 52   | 20   | 7   | 1   | 21   | 0   | 3   | -   | 153    | 151    | 79         | 8e de NL                              | Préplay-off : 0-1 HC Lugano 0-1 HC Bienne                                                                                   | Luca Cereda                                      |
| 2024-2025 | 52   | 12   | 7   | 7   | 17   | 9   | 0   | -   | 146    | 158    | 73         | 10e de NL                             | Préplay-off : 1-0 SC Rapperswil-Jona Lakers 0-1 EHC Kloten                                                                  | Luca Cereda                                      |

## Coupe de Suisse
Ce chapitre récapitule le parcours de l’équipe en Coupe de Suisse.
| Édition                                    | Tour                | Parcours | Entraîneur                      |
| ------------------------------------------ | ------------------- | --- | ------------------------------- |
| 1961-1962                                  | Vainqueur (1)       | 3-5 SC Herisau (2L) · 5-3 HC Gottéron (LNB) · 5-0 CP Fleurier (LNB) · 2-3 Zürcher SC (LNA) · 5-3 Villars HC (LNB)       | Herbert Ulrich                  |
| 1962-1963                                  | Huitièmes de finale | 9-7 Urania Genève Sport (LNB)                                                                                           | Herbert Ulrich                  |
| 1963-1964                                  | Quarts de finale    | 3-7 SC Langenthal (1L) · 4-5 HC Viège (LNA)                                                                             | Bob Bragagnolo                  |
| 1964-1965                                  | Troisième tour      | 0-6 CP Lucerne (1L) · 5-4 a. p. HC Lugano (LNB)                                                                         | Lasse Lilja                     |
| 1965-1966                                  | Quarts de finales   | 8-1 EHC Wetzikon (1L) · 13-3 SC Küsnacht (de) (LNB) · 5-1 HC Martigny (LNB) · 2-4 Zürcher SC (LNA)                      | Jiří Křen                       |
| Aucune édition disputée entre 1967 et 1970 |                     | |                                 |
| 1971-1972                                  | Finaliste           | 2-5 / 7-1 HC Olten (LNB) · 1-2 / 4-3 Lausanne HC (LNB) · 2-2 / 3-1 CP Berne (LNB) · 2-0 / 2-3 Genève-Servette HC (LNA)  | Andrew Bathgate                 |
| Aucune édition disputée entre 1973 et 2013 |                     | |                                 |
| 2014-2015                                  | Demi-finales        | 4-1 HC Ajoie (LNB) · 1-0 Lausanne HC (LNA) · 6-2 Rapperswil-Jona Lakers (LNA) · 1-2 Kloten Flyers (LNA)                 | Serge Pelletier                 |
| 2015-2016                                  | Huitièmes de finale | 10-2 HC université Neuchâtel (1L) · 2-3 fus. HC Bienne (LNA)                                                            | Serge Pelletier / Hans Kossmann |
| 2016-2017                                  | Finale              | 7-1 HC Guin Bulls (1L) · 4-3 HC La Chaux-de-Fonds (LNB) · 6-3 HC Davos (LNA) · 3-2 EV Zoug (LNA) · 2-5 EHC Kloten (LNA) | Hans Kossmann / Gordie Dwyer    |
| 2017-2018                                  | Quarts de finale    | 7-2 HC Sion-Nendaz 4 Vallées (MSL) · 2-1 a. p. HCB Ticino Rockets (SL) · 1-4 HC Davos (NL)                              | Luca Cereda                     |
| 2018-2019                                  | Quarts de finale    | 4-2 HC Viège (SL) 6-1 EV Zoug Academy (SL) 4-5 SC Langnau Tigers (NL)                                                   | Luca Cereda                     |
| 2019-2020                                  | Huitièmes de finale | 12-0 EHC Saastal (1L) 3-4 fus. ZSC Lions (NL)                                                                           | Luca Cereda                     |
| 2020-2021                                  | Demi-finales        | 3-0 HC La Chaux-de-Fonds (SL) 4-2 SC Langnau Tigers (NL) 1-0 fus. Lausanne HC (NL) 2-3 fus. CP Berne (NL)               | Luca Cereda                     |

## Coupe Spengler
Ce chapitre récapitule le parcours de l'équipe lors de sa seule participation à la Coupe Spengler.
| Édition | PJ | V | VP | VF | D | DP | DF | BP | BC | Pts | Classement             | Phase à élimination directe                              | Entraîneur  |
| ------- | -- | - | -- | -- | - | -- | -- | -- | -- | --- | ---------------------- | -------------------------------------------------------- | ----------- |
| 2019    | 2  | 2 | 0  | 0  | 0 | 0  | 0  | 7  | 1  | 6   | 1er du groupe Torriani | 2-3 a. p. HC Oceláři Třinec                              | Luca Cereda |
| 2022    | 2  | 2 | 0  | 0  | 0 | 0  | 0  | 12 | 5  | 6   | 1er du groupe Torriani | 5-0 HC Davos 3-2 t. a. b. HC Sparta Prague Vainqueur (1) | Luca Cereda |
| 2023    | 2  | 1 | 0  | 0  | 0 | 1  | 0  | 7  | 6  | 4   | 2e du groupe Torriani  | 5-0 Frölunda HC                                          | Luca Cereda |

## Coupes d'Europe
Ce chapitre récapitule le parcours de l'équipe en Coupes d'Europe

### Coupe Continentale
| Édition   | Tour          | Parcours | Entraîneur  |
| --------- | ------------- | --- | ----------- |
| 1998-1999 | Vainqueur (1) | Demi-finale : · 2-0 EC Graz (en) · 6-5 HDD Olimpija Ljubljana · 2-1 KS Unia Oświęcim · Finale : · 6-4 Düsseldorfer EG · 2-3 Avangard Omsk · 2-1 HC Košice | Larry Huras |
| 1999-2000 | Vainqueur (2) | Demi-finale : · 3-4 HC Reims · 5-3 HK Olimpija Ljubljana · 9-2 VEU Feldkirch · Finale : · 2-2 Eisbären Berlin · 7-3 Ak Bars Kazan · 7-3 HKm Zvolen        | Larry Huras |
| 2000-2001 | Demi-finale   | Demi-finale : · 4-2 HK Berkout Kiev · 2-2 HC Lugano · 1-3 München Barons (en)                                                                             | Pierre Pagé |

### Supercoupe d'Europe
| Édition | Tour          | Parcours                          | Entraîneur  |
| ------- | ------------- | --------------------------------- | ----------- |
| 1999    | Vainqueur (1) | 2-0 Metallourg Magnitogorsk       | Larry Huras |
| 2000    | Finaliste     | 3-2 a. p. Metallourg Magnitogorsk | Larry Huras |

### Ligue des champions
| Édition   | Tour             | Parcours | Entraîneur  |
| --------- | ---------------- | --- | ----------- |
| 2019-2020 | Phase de groupes | Phase de groupes : · 3-0 EHC Munich · 2-1 Färjestad BK · 2-1 Färjestad BK · 2-3 fus. EHC Munich · 0-4 HC Banská Bystrica · 4-3 HC Banská Bystrica | Luca Cereda |

## Liens extrenes
HC Ambrì-Piotta - eliteprospects.com
HC Ambrì-Piotta - hockeydb.com